# Pero anceta
Pero anceta là một loài bướm đêm trong họ Geometridae.